# Тетратомиды
Тетратомиды (лат. Tetratomidae) — семейство насекомых из отряда жесткокрылых. Питаются плодовыми телами грибов. 

## Классификация
- Подсемейство Eustrophinae
  - Триба Eustrophini
    - † Род  Allostrophus
    - Род Eustrophopsis
    - Род Synstrophus

  - Триба Holostrophini
    - Род Holostrophus
- Подсемейство Hallomeninae
  - Род Hallomenus
  - Род Mycetoma
- Подсемейство Penthinae
  - Род Cyanopenthe
  - Род Penthe
- Подсемейство Piseninae
  - Род Notopisenus
  - Род Pisenus
  - Род Triphyllia
- Подсемейство Tetratominae
  - Род Sphalma
  - Род Tetratoma

Несколько родов могут быть классифицированы в семействе тенелюбов.